# Koshimizu
Pour les articles homonymes, voir Koshimizu (homonymie).
Koshimizu (小清水町, Koshimizu-chō) est un bourg du district de Shari, situé dans la sous-préfecture d'Okhotsk, sur l'île de Hokkaidō, au Japon.

## Géographie

### Démographie
Au 31 mars 2015, la population de Koshimizu s'élevait à 5 183 habitants répartis sur une superficie de 286,89 km2.